# Società Sportiva Calcio Femminile Bardolino 2001-2002
Questa voce raccoglie le informazioni riguardanti la Società Sportiva Calcio Femminile Bardolino nelle competizioni ufficiali della stagione 2001-2002.

## Divise e sponsor
La tenuta da gioco è formata da maglia gialla, pantaloncini blu e calzettoni gialli, o in alternativa completamente gialla. Lo sponsor principale è per il quarto anno consecutivo la Poliplast del presidente Cornelio Lorenzini, mecenate del calcio dilettantistico locale.
|  | 1ª divisa |

## Organigramma societario
Area tecnica
- Allenatore: Anna Maria Mega
- Allenatore in seconda: De Stefano

## Rosa
| N. |                   | Ruolo | Calciatrice         |
| -- | ----------------- | ----- | ------------------- |
|    | Italia (bandiera) | P     | Fabiana Comin       |
|    | Italia (bandiera) | D     | Cristina Cassanelli |
|    | Italia (bandiera) | D     | Tamara Lovato       |
|    | Italia (bandiera) | D     | Giorgia Motta       |
|    | Italia (bandiera) | D     | Chiara Signor       |
|    | Italia (bandiera) | C     | Laura Barbierato    |
|    | Italia (bandiera) | C     | Elisa Camporese     |
|    | Italia (bandiera) | C     | Miriam D'Alessandro |

| N. |                   | Ruolo | Calciatrice            |
| -- | ----------------- | ----- | ---------------------- |
|    | Italia (bandiera) | C     | Beatrice De Stefano    |
|    | Italia (bandiera) | C     | Antonietta Formisano   |
|    | Italia (bandiera) | C     | Alessandra Magnaguagno |
|    | Italia (bandiera) | C     | Moira Placchi          |
|    | Italia (bandiera) | A     | Chiara Battistoli      |
|    | Italia (bandiera) | A     | Valentina Boni         |
|    | Italia (bandiera) | A     | Maria Ilaria Pasqui    |

## Calciomercato

### Sessione estiva
| Acquisti | Acquisti            | Acquisti          | Acquisti   |
| R.       | Nome                | da                | Modalità   |
| -------- | ------------------- | ----------------- | ---------- |
| D        | Chiara Signor       | Foroni            | svincolata |
| C        | Elisa Camporese     | Gordige           | svincolata |
| A        | Maria Ilaria Pasqui | Atletico Oristano | svincolata |

| Cessioni | Cessioni | Cessioni | Cessioni |
| R.       | Nome     | a        | Modalità |
| -------- | -------- | -------- | -------- |
|          |          |          |          |

## Risultati

### Serie A

#### Girone di andata
| Agliana 15 settembre 2001, ore 16:00 CEST 1ª giornata | Agliana | 1 – 2 | Bardolino | Stadio comunale Germano Bellucci |

| Arbitro: | Branciari (Macerata) |

|              |           |            |
| Pasqui 90+7’ | Marcatori | 25’ Parejo |

| Calmasino, Bardolino 12 gennaio 2001, ore 14:30 CET 13ª giornata | Bardolino | 1 – 2 | Ruco Line Lazio | Stadio comunale Belvedere |

#### Girone di ritorno
| Calmasino, Bardolino 19 gennaio 2002, ore 14:30 CET 14ª giornata | Bardolino | 4 – 0 | Agliana | Stadio comunale Belvedere |

| Arbitro: | Polchi (Gubbio) |

|                            |           |  |
| Parejo 30’, 60’ Sberti 56’ | Marcatori |  |

| Roma 4 maggio 2002, ore 16:00 CEST 26ª giornata | Ruco Line Lazio | 3 – 0 | Bardolino | Stadio Tre Fontane |

### Coppa Italia

#### Terzo turno
| 22 dicembre 2001 | Vittorio Veneto | 0 – 8 | Bardolino |  |

#### Ottavi di finale
| Calmasino, Bardolino 23 gennaio 2002 Andata | Bardolino | 1 – 2 | Bergamo R | Stadio comunale Belvedere |

| 2 febbraio 2002 Ritorno | Bergamo R | 0 – 4 | Bardolino |  |

#### Quarti di finale
| 27 febbraio 2002 Andata | Foroni | 2 – 1 | Bardolino |  |

| Calmasino, Bardolino 13 marzo 2002 Ritorno | Bardolino | 0 – 4 | Foroni | Stadio comunale Belvedere |

### Supercoppa italiana
| Arbitro: | Sabina De Nitto (Brindisi) |

|                      |           |                                      |
| Conti 73’ Parejo 93’ | Marcatori | 45’ Placchi 48’ Battistoli 109’ Boni |

## Statistiche

### Statistiche di squadra
| Competizione        | Punti | In casa | In casa | In casa | In casa | In casa | In casa | In trasferta | In trasferta | In trasferta | In trasferta | In trasferta | In trasferta | Totale | Totale | Totale | Totale | Totale | Totale | DR  |
| Competizione        | Punti | G       | V       | N       | P       | Gf      | Gs      | G            | V            | N            | P            | Gf           | Gs           | G      | V      | N      | P      | Gf     | Gs     | DR  |
| ------------------- | ----- | ------- | ------- | ------- | ------- | ------- | ------- | ------------ | ------------ | ------------ | ------------ | ------------ | ------------ | ------ | ------ | ------ | ------ | ------ | ------ | --- |
| Serie A             | 55    | 13      | -       | -       | -       | -       | -       | 13           | -            | -            | -            | -            | -            | 26     | 17     | 4      | 5      | 69     | 21     | +48 |
| Coppa Italia        | -     | 2       | 0       | 0       | 2       | 1       | 6       | 3            | 2            | 0            | 1            | 13           | 2            | 5      | 2      | 0      | 3      | 14     | 8      | +6  |
| Supercoppa italiana | -     | -       | -       | -       | -       | -       | -       | -            | -            | -            | -            | -            | -            | 1      | 1      | 0      | 0      | 3      | 2      | +1  |
| Totale              | -     | -       | -       | -       | -       | -       | -       | -            | -            | -            | -            | -            | -            | 32     | 20     | 4      | 8      | 86     | 31     | +55 |

### Statistiche delle giocatrici
| Giocatore      | Serie A  | Serie A | Serie A     | Serie A    | Coppa Italia | Coppa Italia | Coppa Italia | Coppa Italia | Totale   | Totale | Totale      | Totale     |
| Giocatore      | Presenze | Reti    | Ammonizioni | Espulsioni | Presenze     | Reti         | Ammonizioni  | Espulsioni   | Presenze | Reti   | Ammonizioni | Espulsioni |
| -------------- | -------- | ------- | ----------- | ---------- | ------------ | ------------ | ------------ | ------------ | -------- | ------ | ----------- | ---------- |
| C. Battistoli  | 20       | 5       | ?           | ?          | ?            | ?            | ?            | ?            | 20+      | 5+     | ?           | ?          |
| V. Boni        | 23       | 9       | ?           | ?          | ?            | ?            | ?            | ?            | 23+      | 9+     | ?           | ?          |
| V. Brutti      | 2        | 1       | ?           | ?          | ?            | ?            | ?            | ?            | 2+       | 1+     | ?           | ?          |
| C. Cassanelli  | 25       | 1       | ?           | ?          | ?            | ?            | ?            | ?            | 25+      | 1+     | ?           | ?          |
| F. Comin       | 26       | -?      | ?           | ?          | ?            | ?            | ?            | ?            | 26+      | 0+     | ?           | ?          |
| B. De Stefano  | 25       | 6       | ?           | ?          | ?            | ?            | ?            | ?            | 25+      | 6+     | ?           | ?          |
| A. Magnaguagno | 25       | 1       | ?           | ?          | ?            | ?            | ?            | ?            | 25+      | 1+     | ?           | ?          |
| C. Signor      | 20       | 0       | ?           | ?          | ?            | ?            | ?            | ?            | 20+      | 0+     | ?           | ?          |